# Caleb Stanko
Caleb Stanko (Holly, 23 juli 1993) is een Amerikaans-Pools voormalig voetballer die doorgaans speelde als middenvelder. Tussen 2015 en 2024 was hij actief voor SC Freiburg, FC Vaduz, FC Cincinnati, PAS Giannina, Asteras Tripolis en PAS Lamia. Stanko maakte in 2016 zijn debuut in het voetbalelftal van de Verenigde Staten.

## Clubcarrière
Stanko speelde in de Verenigde Staten bij Vardar SC. In 2011 verkaste hij naar het Duitse SC Freiburg. Op 22 november 2015 maakte de middenvelder zijn debuut in het eerste elftal van de club, toen in eigen huis met 4–1 werd gewonnen van SC Paderborn. Nils Petersen scoorde driemaal en Vincenzo Grifo eenmaal. De tegentreffer kwam van Khaled Narey. Stanko mocht van coach Christian Streich elf minuten voor het einde van de wedstrijd invallen voor Amir Abrashi. In het seizoen 2015/16 speelde Stanko vijf competitiewedstrijden en Freiburg werd kampioen van de 2. Bundesliga. Het seizoen erop werd hij verhuurd aan FC Vaduz. Met die club won hij aan het einde van het seizoen de beker.
In januari 2019 verkaste Stanko naar FC Cincinnati, dat circa tweehonderdduizend euro betaalde voor zijn diensten. Drie jaar later mocht hij vertrekken, waarna hij tekende voor PAS Giannina. In de zomer van 2022 verkaste Stanko binnen Griekenland naar Asteras Tripolis, waar hij voor een halfjaar tekende. Na afloop van dit contract tekende hij bij PAS Lamia, zijn derde Griekse club op een rij. Stanko besloot medio 2024 op dertigjarige leeftijd een punt achter zijn actieve loopbaan te zetten.

## Clubstatistieken
| Seizoen | Club             | Competitie          | Competitie | Competitie | Beker | Beker | Internationaal | Internationaal | Totaal | Totaal |
| Seizoen | Club             | Competitie          | Wed.       | Dlp.       | Wed.  | Dlp.  | Wed.           | Dlp.           | Wed.   | Dlp.   |
| ------- | ---------------- | ------------------- | ---------- | ---------- | ----- | ----- | -------------- | -------------- | ------ | ------ |
| 2015/16 | SC Freiburg      | 2. Bundesliga       | 5          | 0          | 1     | 0     | —              | —              | 6      | 0      |
| 2016/17 | → FC Vaduz       | Super League        | 26         | 0          | 2     | 0     | —              | —              | 28     | 0      |
| 2017/18 | SC Freiburg      | Bundesliga          | 6          | 0          | 1     | 0     | —              | —              | 7      | 0      |
| 2018/19 | SC Freiburg      | Bundesliga          | 0          | 0          | 0     | 0     | —              | —              | 0      | 0      |
| 2019    | FC Cincinnati    | Major League Soccer | 23         | 0          | 2     | 0     | —              | —              | 25     | 0      |
| 2020    | FC Cincinnati    | Major League Soccer | 14         | 0          | 0     | 0     | —              | —              | 14     | 0      |
| 2021    | FC Cincinnati    | Major League Soccer | 20         | 0          | 0     | 0     | —              | —              | 20     | 0      |
| 2021/22 | PAS Giannina     | Super League        | 20         | 0          | 0     | 0     | —              | —              | 20     | 0      |
| 2022/23 | Asteras Tripolis | Super League        | 10         | 1          | 1     | 0     | —              | —              | 11     | 1      |
| 2022/23 | PAS Lamia        | Super League        | 10         | 0          | 4     | 0     | —              | —              | 14     | 0      |
| 2023/24 | PAS Lamia        | Super League        | 26         | 0          | 1     | 0     | —              | —              | 27     | 0      |
| Totaal  | Totaal           | Totaal              | 160        | 1          | 12    | 0     | 0              | 0              | 172    | 1      |

## Interlandcarrière
Stanko maakte zijn debuut in het voetbalelftal van de Verenigde Staten op 6 september 2016, toen met 4–0 gewonnen werd van Trinidad en Tobago door doelpunten van Sacha Kljestan, Jozy Altidore (tweemaal) en Paul Arriola. Hij moest van bondscoach Jürgen Klinsmann op de reservebank beginnen en zeventien minuten voor het einde van de wedstrijden kwam hij als invaller voor Kljestan binnen de lijnen.
| Interlands van Caleb Stanko voor Verenigde Staten | Interlands van Caleb Stanko voor Verenigde Staten | Interlands van Caleb Stanko voor Verenigde Staten | Interlands van Caleb Stanko voor Verenigde Staten | Interlands van Caleb Stanko voor Verenigde Staten | Interlands van Caleb Stanko voor Verenigde Staten | Interlands van Caleb Stanko voor Verenigde Staten |
| №                                                 | Datum                                             | Wedstrijd                                         | Uitslag                                           | Competitie                                        | Goals                                             |                                                   |
| Als speler bij FC Vaduz                           | Als speler bij FC Vaduz                           | Als speler bij FC Vaduz                           | Als speler bij FC Vaduz                           | Als speler bij FC Vaduz                           | Als speler bij FC Vaduz                           | Als speler bij FC Vaduz                           |
| ------------------------------------------------- | ------------------------------------------------- | ------------------------------------------------- | ------------------------------------------------- | ------------------------------------------------- | ------------------------------------------------- | ------------------------------------------------- |
| 1                                                 | 6 september 2016                                  | Verenigde Staten – Trinidad en Tobago             | 4 – 0                                             | WK 2018 kwalificatie                              |                                                   |                                                   |

## Erelijst
| Competitie          |             |             |             |             |
| Competitie          | Aantal      | Jaren       |             |             |
| SC Freiburg         | SC Freiburg | SC Freiburg | SC Freiburg | SC Freiburg |
| ------------------- | ----------- | ----------- | ----------- | ----------- |
| 2. Bundesliga       | 1           | 2015/16     |             |             |
| FC Vaduz            |             |             |             |             |
| Liechtensteiner Cup | 1           | 2016/17     |             |             |